# 米林扎尔
米林扎尔是巴西马拉尼昂州的一个市镇。总面积687.732平方公里，总人口15011人，人口密度21.8人/平方公里。